# Antoni Losada i Blanch
Antoni Losada i Blanch (Barcelona, 1920 – Miami, 24 de juny de 1990) fou un guionista radiofònic, escriptor i locutor català. Des de 1940 va escriure guions per a programes de diversos gèneres de Ràdio Barcelona, com Noches en los bosques de Viena (1941) i El pessebre (1952). El 23 d'octubre de 1949 va estrenar la versió escènica d'El vals del adiós al Teatre Calderón de Barcelona. Durant la dècada de 1950 i 1970 va gaudir d'un important popularitat. El 1953 va passar a la televisió nacional cubana i l'any següent va guanyar un Premi Ondas per la seva actuació en la ràdio i televisió estrangeres. El 1960 va retornar a Barcelona, on publicaria algunes novel·les com La renuncia (1962) i on estrenaria diverses obres de teatres.